# Colorado Eagles
Colorado Eagles är en professionell ishockeyklubb baserad i Loveland, Colorado. Eagles spelar i Pacific Division i AHL Western Conference.
Eagles grundades 2003 i dåvarande Central Hockey League och var kvar i ligan till juni 2011 när de sedan gick med i ECHL. Under tiden i CHL vann Eagles två Ray Miron President's Cup, tre säsongstitlar, fem konferenstitlar och sex divisionstitlar på åtta säsonger. Laget beviljades ett medlemskap som ett expansionslag i AHL med start säsongen 2018-19 som farmarlag för Colorado Avalanche i National Hockey League.
Eagles spelar sina hemmamatcher i Blue Arena i Loveland.

## Säsonger och rekord
Detta är en lista över Eagles fem senaste säsonger.
Notera: SM = Spelade matcher, V = Vinster, F = Förluster, ÖF = Övertidsförlust, P = Poäng, GM = Gjorda mål, IM = Insläppta mål
| Säsong  | SM | V  | F  | ÖF | P  | GM  | IM  | Placering    | Slutspel                           |
| 2020–21 | 34 | 15 | 15 | 4  | 34 | 101 | 104 | 5:a, Pacific | Förlorade andra rundan, 1-5 (SJ)   |
| 2021–22 | 68 | 39 | 22 | 7  | 85 | 244 | 207 | 3:a, Pacific | Förlorade andra rundan, 1-3 (STK)  |
| 2022–23 | 72 | 40 | 22 | 10 | 90 | 210 | 187 | 3:a, Pacific | Förlorade första rundan, 2–3 (CV)  |
| 2023–24 | 72 | 40 | 25 | 7  | 87 | 215 | 195 | 4:a, Pacific | Förlorade första rundan, 1–2 (ABB) |
| 2024–25 | 72 | 43 | 21 | 8  | 94 | 250 | 185 | 1:a, Pacific | Förlorade andra rundan, 2-3 (ABB)  |

## Lagkaptener
| - Brent Thompson, 2003–04 - Greg Pankewicz, 2004–09 - Riley Nelson, 2009–14 - Trent Daavettila, 2014–16 | - Matt Garbowsky, 2017–18 - Mark Alt, 2018–20 - Greg Pateryn, 2020–21 - Jayson Megna & Jacob MacDonald (assisterande), 2021–2022 | - Brad Hunt, 2023-2024 - Jayson Megna, 2024- |

## Hedrade spelare
| Nr | Spelare           | Position | Karriär   | Datum            |
| -- | ----------------- | -------- | --------- | ---------------- |
| 12 | Riley Nelson      | C        | 2003–2014 | 12 december 2014 |
| 17 | Ryan Tobler       | LW       | 2003–2010 | 27 mars 2015     |
| 23 | Aaron Schneekloth | B        | 2006–2013 | 22 mars 2019     |
| 27 | Brad Williamson   | B        | 2003–2008 | 22 mars 2019     |
| 89 | Greg Pankewicz    | RW       | 2003–2009 | 16 oktober 2009  |